# Estados Unidos nos Jogos Pan-Americanos de 1995
Os Estados Unidos nos Jogos Pan-Americanos de 1995 competiram pela 12ª nos jogos, desta vez a sede foi a cidade de Mar do Prata, Argentina.
O país terminou na liderança do quadro de medalhas com mais de 400 medalhas no total, conseguindo superar sua própria participação em Indianápolis, 8 anos antes..